# Comuna Rohoziv, Borîspil
Rohoziv (în ucraineană Рогозів) este o comună în raionul Borîspil, regiunea Kiev, Ucraina, formată din satele Kîrîiivșciîna și Rohoziv (reședința).

## Demografie
Componența lingvistică a comunei Rohoziv
     Ucraineană (97,59%)
     Rusă (2,18%)
     Alte limbi (0,07%)
Conform recensământului din 2001, majoritatea populației comunei Rohoziv era vorbitoare de ucraineană (97,59%), existând în minoritate și vorbitori de rusă (2,18%).